# James McFadden
James McFadden (Glasgow, 1983. április 14. –) profi skót labdarúgó, jelenleg a skót Motherwell játékosa.

## Pályafutása

### Birmingham City
McFadden 2008. január 18-án csatlakozott a Birmingham City-hez. Három és fél éves szerződést írt alá a klubnál. Első gólját negyedik mérkőzésén szerezte a West Ham United ellen tizenegyesből az Upton Parkban. Következő mérkőzésén az Arsenal ellen hazai pályán közel 20 méterről, szabadrúgásból volt eredményes.

## Válogatott
McFadden 19 évesen mutatkozott be a skót válogatottban. Első gólját a Feröer szigetek ellen szerezte a 2004-es Európa-bajnokság selejtezőjében 2003. szeptember 6-án a Hampden Parkban.

### Nemzetközi góljai
| #   | Dátum                | Helyszín                | Ellenfél      | Gól | Eredmény | Kiírás               |
| --- | -------------------- | ----------------------- | ------------- | --- | -------- | -------------------- |
| 1.  | 2003. szeptember 6.  | Glasgow, Skócia         | Feröer        | 3–1 | 3-1      | 2004-es EB selejtező |
| 2.  | 2003. november 15.   | Glasgow, Skócia         | Hollandia     | 1–0 | 1-0      | 2004-es EB Play-off  |
| 3.  | 2004. március 31.    | Glasgow, Skócia         | Románia       | 1–2 | 1-2      | Barátságos mérkőzés  |
| 4.  | 2004. május 27.      | Tallinn, Észtország     | Észtország    | 1–0 | 1-0      | Barátságos mérkőzés  |
| 5.  | 2004. szeptember 3.  | Valencia, Spanyolország | Spanyolország | 1–0 | 1-1      | Barátságos mérkőzés  |
| 6.  | 2004. november 17.   | Edinburgh, Skócia       | Svédország    | 1–3 | 1-4      | Barátságos mérkőzés  |
| 7.  | 2005. június 4.      | Glasgow, Skócia         | Moldova       | 2–0 | 2-0      | 2006-os VB selejtező |
| 8.  | 2005. október 12.    | Celje, Szlovénia        | Szlovénia     | 2–0 | 3-0      | 2006-os VB selejtező |
| 9.  | 2006. május 11.      | Kóbe, Japán             | Bulgária      | 3–1 | 5-1      | Kirin Kupa           |
| 10. | 2006. szeptember 2.  | Glasgow, Skócia         | Feröer        | 2–0 | 6-0      | 2008-as EB selejtező |
| 11. | 2007. szeptember 8.  | Glasgow, Skócia         | Litvánia      | 3–1 | 3-1      | 2008-as EB selejtező |
| 12. | 2007. szeptember 12. | Párizs, Franciaország   | Franciaország | 1–0 | 1-0      | 2008-as EB selejtező |
| 13. | 2007. október 13.    | Glasgow, Skócia         | Ukrajna       | 3–1 | 3-1      | 2008-as EB selejtező |

## Külső hivatkozások
- James McFadden pályafutásának statisztikái a Soccerbase oldalon (angolul)